# Sommer-Paralympics 2024/Teilnehmer (Österreich)
| stlisierte Goldmedaille | stlisierte Silbermedaille | stlisierte Bronzemedaille |
| ----------------------- | ------------------------- | ------------------------- |
| —                       | 3                         | 1                         |

Österreich nominierte für die Sommer-Paralympics 2024 in Paris vom 28. August bis zum 8. September 2024 eine Mannschaft aus 24 Athleten, davon 17 Männer und sieben Frauen.

## Geschichte
Die Nominierungen wurden am 16. August 2024 bekanntgegeben. Das Team des Österreichischen Paralympischen Committees (ÖPC) ist in den elf Para-Sportarten Badminton, Bogenschießen, Radfahren, Dressurreiten, Kanu, Rollstuhltennis, Tischtennis, Schwimmen, Sportschießen, Triathlon sowie in der Leichtathletik vertreten. Das größte Team entsendet der Radsport mit sechs Aktiven, gefolgt vom Reitsport mit vier Sportlern.
Mit Pepo Puch, Florian Brungraber, Thomas Frühwirth und Alexander Gritsch sind vier Medaillengewinner der Sommer-Paralympics 2020 vertreten. Jüngste österreichische Teilnehmerin ist Schwimmerin Janina Falk (21), ältester Teilnehmer ist Reiter Thomas Haller (59). Für sieben Athleten ist es die erste Teilnahme an den Paralympics, Diskuswerfer Bil Marinkovic ist zum siebenten Mal dabei. Schwimmer und Medaillengewinner der Sommer-Paralympics 2016 Andreas Onea nimmt zum fünften Mal teil.
Die offizielle Kleidungskollektion bestehend aus rund 60 Kleidungsstücken für die Olympischen und die Paralympischen Spiele 2024 wurde am 7. Mai 2024 in Wien präsentiert. Die Verabschiedung und Vereidigung durch Bundeskanzler Karl Nehammer erfolgte am 18. August 2024.
Als österreichische Fahnenträger der Eröffnungsfeier wurden Para-Badmintonspielerin Henriett Koósz und Para-Dressurreiter Pepo Puch ausgewählt. Fahnenträger des Schlussfeier wurden Svetlana Moshkovich und Thomas Frühwirth.

## Medaillengewinner
| Name/n             | Sportart       | Wettkampf                                                   | Datum         |
| ------------------ | -------------- | ----------------------------------------------------------- | ------------- |
| Gold               |                |                                                             |               |
| Silber             |                |                                                             |               |
| Florian Brungraber | Paratriathlon  | PTWC-Klasse                                                 | 2. Sep. 2024  |
| Thomas Frühwirth   | Radsport       | Einzel-Zeitfahren Handbike-Klasse H4                        | 4. Sep. 2024  |
| Thomas Frühwirth   | Radsport       | Straßenrennen über 56,8 Kilometer in der Handbike-Klasse H4 | 5. Sep. 2024  |
| Bronze             |                |                                                             |               |
| Natalija Eder      | Leichtathletik | Speerwurf                                                   | 31. Aug. 2024 |

## Teilnehmer

### Badminton
- Henriett Koósz

### Bogenschießen
- Michael Meier

### Kanu
- Markus Swoboda

### Leichtathletik
- Bil Marinkovic
- Natalija Eder
- Georg Schober

### Radsport
- Thomas Frühwirth
- Alexander Gritsch
- Franz-Josef Lässer
- Svetlana Moshkovich
- Wolfgang Steinbichler
- Cornelia Wibmer

### Reiten
- Thomas Haller
- Pepo Puch
- Julia Sciancalepore
- Valentina Strobl

### Rollstuhltennis
- Josef Riegler
- Nico Langmann

### Schwimmen
- Janina Falk
- Andreas Onea
- Andreas Ernhofer

### Sportschießen
- Josef Pacher

### Tischtennis
- Krisztian Gardos

### Triathlon
- Florian Brungraber